# Abdelkader Besseghir
Abdelkader Besseghir (Mascara, 3 mei 1978) is een Algerijns voetballer die momenteel onder contract staat bij MC Alger. Voor hij daar terechtkwam startte hij zijn loopbaan in zijn thuisstad bij GC Mascara, had daarna een eerste periode bij MC Alger en speelde daarna heel kort bij RC Kouba om dan weer bij MC Alger terecht te komen.
Besseghir speelt als verdediger.